# Zhang Ouying
Zhang Ouying (chinesisch 張歐影, Pinyin Zhāng Ōuyǐng; * 2. November 1975 in Zhangjiakou, Hebei, Volksrepublik China; † 1. Dezember 2018 in San Diego, Kalifornien, Vereinigte Staaten) war eine chinesische Fußballspielerin.
Ouying nahm 1999, 2003 und 2007 an Fußball-Weltmeisterschaften der Frauen sowie  2000 und 2004 an Olympischen Sommerspielen teil. Bei der Weltmeisterschaft 1999 erreichte sie mit der chinesischen Frauenfußballmannschaft den zweiten Platz.
Ouying heiratete 2006 einen Amerikaner und zog nach Ende ihrer Profi-Karriere in die Vereinigten Staaten.
Von 2010 bis 2012 trainierte sie zahlreiche Teams an der San Diego Futbol Academy in Carmel Valley. Danach trainierte sie Teams für den San Diego Soccer Club und wurde oft als „Coach O“ bezeichnet. Sie starb am 1. Dezember 2018 im Alter von 43 Jahren an den Folgen einer Krebserkrankung.